# Península de Tasman
La península de Tasman és una península situada al sud-est de l'illa australiana de Tasmània, a 75 km al sud-est de la capital, Hobart.
La península es troba al sud-oest de la península de Forestier, unida per l'Eaglehawk Neck. Al llarg de la península s'estén el Parc Nacional de Tasman i la línia de la costa conté badies i dos llocs reconeguts per la UNESCO com a Patrimoni de la Humanitat.
La península de Tasman té una amplària de 19 km, una longitud de 27 km i una superfície de 520 km². Està delimitada per la Storm Bay en l'oest, la Norfolk Bay al nord i la mar de Tasmània. L'indret més alt té 460 msn.

## Història
La península per als occidentals duu el nom del navegant neerlandés Abel Tasman, el primer europeu que documentà la seua arribada a aquesta terra. Abans de l'arribada dels europeus, hi vivien els aborígens del clan Pydairrerme. Els pydairrermes eren un clan de l'ètnia d'Oyster Bay, que habitava a la costa est.
La primera colònia forana europea a Tasmània s'assentà a Risdon Cove, tot i que més tard l'abandonaren i fundaren Port Arthur, a la península de Tasman. Port Arthur el fundaren els britànics com a presó del govern invasor britànic que es trobava a Nova Gal·les del Sud, al continent australià.
A la península creixien arbres que per la robustesa eren apreciats per a la fabricació de naus. Després de fundació britànica colonial de Port Arthur descobriren l'existència de carbó a la península, que seria treballat pels presos a Saltwater River, en el que hui és el Coal Mines Historic Site. Tant Port Arthur com la mina de carbó es catalogaren a l'agost del 2010 com a Patrimoni de la Humanitat pel seu valor historicocultural en el desenvolupament d'Austràlia.

## Dimoni de Tasmània
La península és una zona de protecció del dimoni de Tasmània (Sarcophilus harrisii), que no ha sofert la malaltia de tumors facials, una malaltia contagiosa. A Taranna es troba un projecte que observa la població sense la malaltia, i gràcies a l'estreta unió entre la península i la resta de l'illa, és molt probable que la malaltia no arribe a la península.

## Paisatge
A l'escarpada línia costanera hi ha moltes restes de vaixells encallats. Al Parc Nacional de Tasman hi ha nombroses belleses naturals com el Tasman Blowhole, la porta natural de roca Tasman Arch, Devil's Kitchen a Eaglehawk Neck i la Remarkable Cave. Les poblacions més importants de la península de Tasman són Nubeena i Koonya, i les més petites Premaydena, Highcroft i Stormlea.
A causa de la situació geogràfica, la península està exposada als Quaranta rugents, forts vents de l'oest. El clima n'és suau-moderat i els hiverns suaus.

## Galeria d'imatges

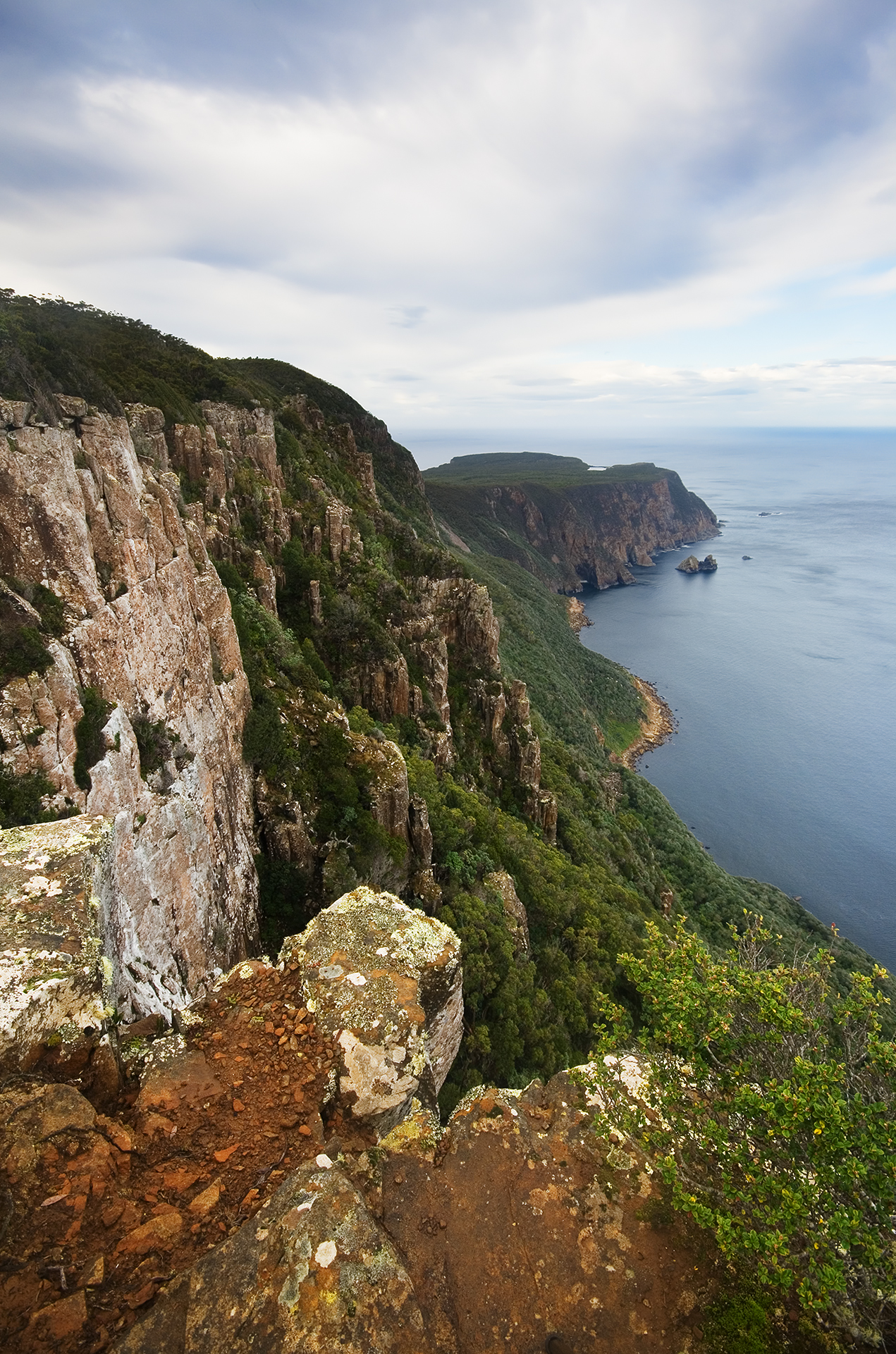
Cap Raoul
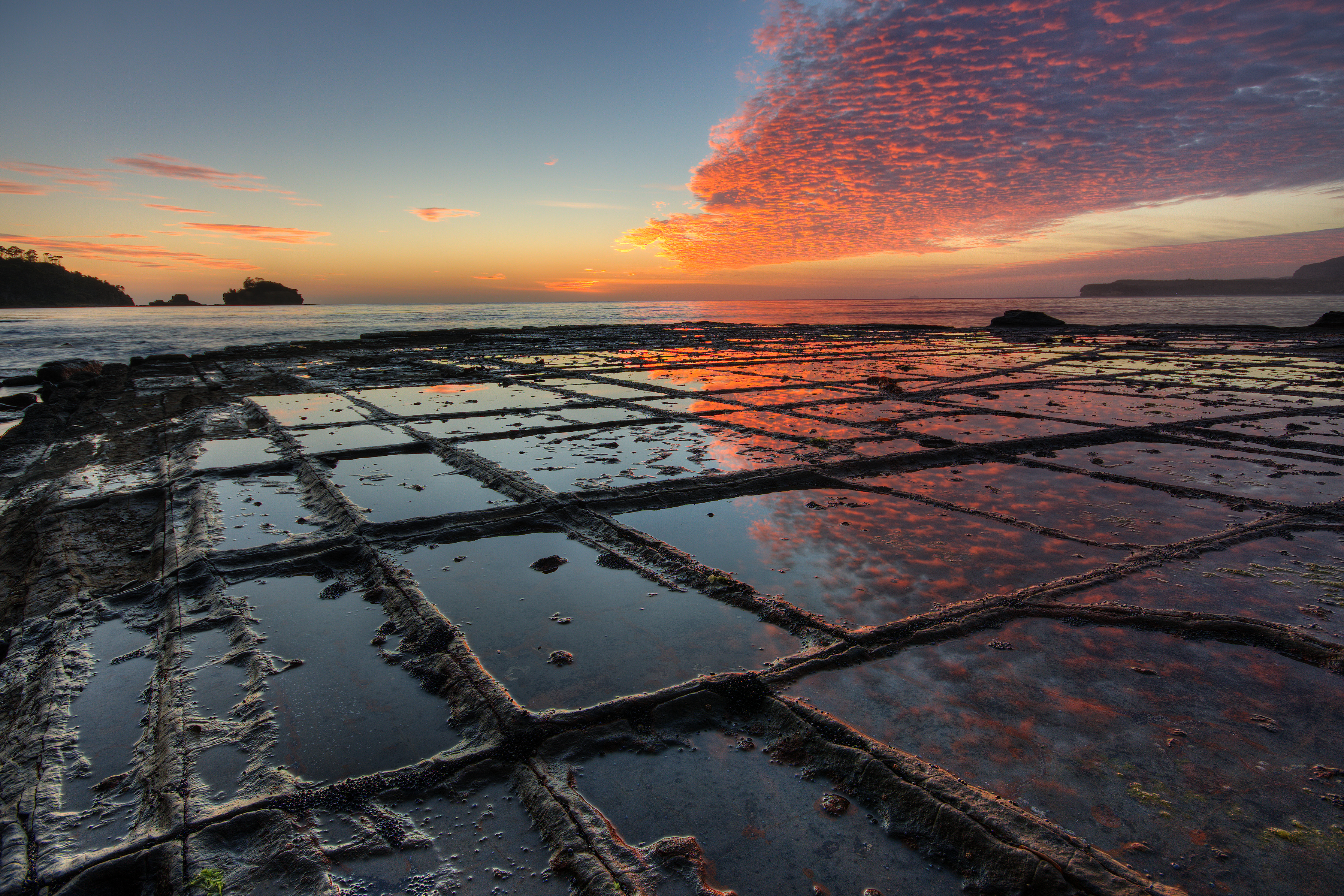
Formació rocosa a la costa de la península